# Société pour les chemins de fer de la Sicile
 (septembre 2021).
Si vous disposez d'ouvrages ou d'articles de référence ou si vous connaissez des sites web de qualité traitant du thème abordé ici, merci de compléter l'article en donnant les références utiles à sa vérifiabilité et en les liant à la section « Notes et références ».
La Société pour les chemins de fer de la Sicile (italien : Società per le strade ferrate della Sicilia ; sicilien : Sucità pi li Strati Ferrati di la Sicilia), mieux connue sous le nom de Rete Sicula (Réseau sicilien) était une entreprise pour la construction et l'exploitation des lignes ferroviaires de la Sicile.

## Histoire
La société a été constituée principalement à capitaux étrangers par un groupe bancaire dont le siège est à Rome, à la suite des accords de 1885 qui divisaient le réseau ferroviaire italien en trois grands groupes d'entreprises. Elle a remplacé les anciennes sociétés exploitant les lignes de chemin de fer de l'île, parmi lesquelles la société Vittorio Emanuele qui, entrée dans une phase sérieuse de difficultés financières, conduisit à la faillite. Au moment de la reprise, le programme de construction prévu n'était pas encore achevé. Au 1er mai 1876, la longueur du réseau ferroviaire sicilien était de 550 kilomètres. La ligne Palerme-Marsala-Trapani a été mise en service le 5 juin 1881 par la Società della Ferrovia Sicula Occidentale. En 1885, l'ensemble du réseau sicilien s'étend sur un total de 597 km. L'entreprise nouvellement créée a poursuivi son programme de construction lentement. En 1895, le chemin de fer Palerme-Messine était enfin achevé et, à la fin de 1896, le réseau des chemins de fer siciliens avait atteint 1 093 km. De 1901 à 1905, l'ingénieur Riccardo Bianchi était le directeur général de l'entreprise.

## Ferrys
En novembre 1893, la compagnie obtint la concession de la navigation à vapeur à travers le détroit de Messine, avec l'obligation d'effectuer deux trajets quotidiens en ferry entre Messine et Reggio de Calabre. Deux voyages quotidiens en ferry vers Villa San Giovanni ont été établis au moment de l'achèvement du chemin de fer de la Tyrrhénienne du Sud. En 1894, la société commanda une paire de ferry-boats, équipés d'un moteur à aubes et de moteurs à vapeur, qui entrèrent en service à la fin de 1896 en tant que ferrys ferroviaires. Le service régulier de ferry de wagons de fret entre Messine et Reggio de Calabre débuta en novembre 1899 et, le 1er août 1901, la société inaugura le ferry de passagers avec deux voitures du train direct Rome-Syracuse.